# Teorema do resto
Em álgebra, o teorema do resto afirma que o resto {\displaystyle r\,}, que resulta da divisão de um polinômio {\displaystyle p(x)\,} por {\displaystyle x-a\,}, é igual a {\displaystyle p(a)\,.}
O teorema do resto permite que se calcule {\displaystyle f(a)\,} calculando o resto ou vice-versa. E também se pode usá-lo para decompor um polinômio em fatores.

## Demonstração
Seja {\displaystyle p(x)\,} um polinômio a uma variável em um corpo. Então existem únicos {\displaystyle q(x)\,} e {\displaystyle r(x)\,}, também polinômios a uma variável em um corpo, de forma que {\displaystyle p(x)=q(x)\cdot (x-a)+r(x)\,} com o grau de {\displaystyle r(x)\,} menor que o grau de {\displaystyle q(x)\,}.
Desta forma, vemos que {\displaystyle p(a)=q(a)\cdot (a-a)+r(a)\,}
{\displaystyle p(a)=q(a)\cdot 0+r(a)\,}
{\displaystyle p(a)=r(a)\,}, como queríamos demonstrar. (c.q.d)